# Maja Kalauz
Maja Kalauz (Split, 10. svibnja 1992.) je hrvatska vaterpolistica i hrvatska reprezentativka. Igra na mjestu napadačice i u obrani. Visine je 178 cm. Igra desnom rukom.
Vaterpolo igra od 2006. godine. 
Sudjelovala je na EP 2010. kad su hrvatske vaterpolistice nastupile prvi put u povijesti. Te je sezone igrala za ŽVK Primorje.